# Île aux Cygnes (Paris)
Pour les articles homonymes, voir Île aux cygnes.
L’île aux Cygnes, anciennement digue de Grenelle, est une île artificielle située sur la Seine, à Paris, entre les 16e et 15e arrondissements, et administrativement rattachée à ce dernier.

## Géographie

Plan de l'île aux Cygnes et de ses environs.

L'île, longue de 890 mètres, ne mesure que onze mètres de large sur l'essentiel de sa longueur. Elle présente trois niveaux :
- l'extrémité nord-est de l'île, le belvédère Susan-Travers, prend la forme d'une terrasse d'une quinzaine de mètres de long sur autant de large, en amont du pont de Bir-Hakeim et au même niveau que ce pont, sur laquelle se dresse la statue La France renaissante ;
- un escalier en aval du pont de Bir-Hakeim descend sur une longue allée bordée d'arbres qui constitue la plus grande partie de l'île, laquelle y est large de onze mètres, sans compter les plans inclinés qui forment la base de l'île de chaque côté ;
- l'extrémité aval de l'île, sur environ cent soixante-dix mètres de longueur, est quant à elle constituée d'une plate-forme d'une trentaine de mètres de large et plus basse, sur laquelle se dresse une réplique de la statue de la Liberté, et dont les berges sont verticales. Depuis l'allée principale, on descend sur cette plate-forme par des escaliers situés sur les côtés, tandis que l'on rejoint le pont de Grenelle en remontant une passerelle centrale inclinée.

D'une superficie d'environ 1,3 hectare, l'île aux Cygnes est la plus petite des trois îles parisiennes mais est plus longue que l'île Saint-Louis (dont la plus grande diagonale mesure un peu plus de 700 m).
Elle fait face à la Maison de Radio France sur la rive droite, et au Front de Seine sur la rive gauche.
L'allée qui occupe l'essentiel de l'île aux Cygnes est appelée allée des Cygnes, ce qui fait parfois dénommer l'île par erreur Île des Cygnes.
Il ne faut pas la confondre avec l'ancienne île des Cygnes, située dans l'actuel 7e arrondissement et réunie au Champ de Mars à la fin du XVIIIe siècle. Elle doit toutefois son nom à cette ancienne île.

## Historique

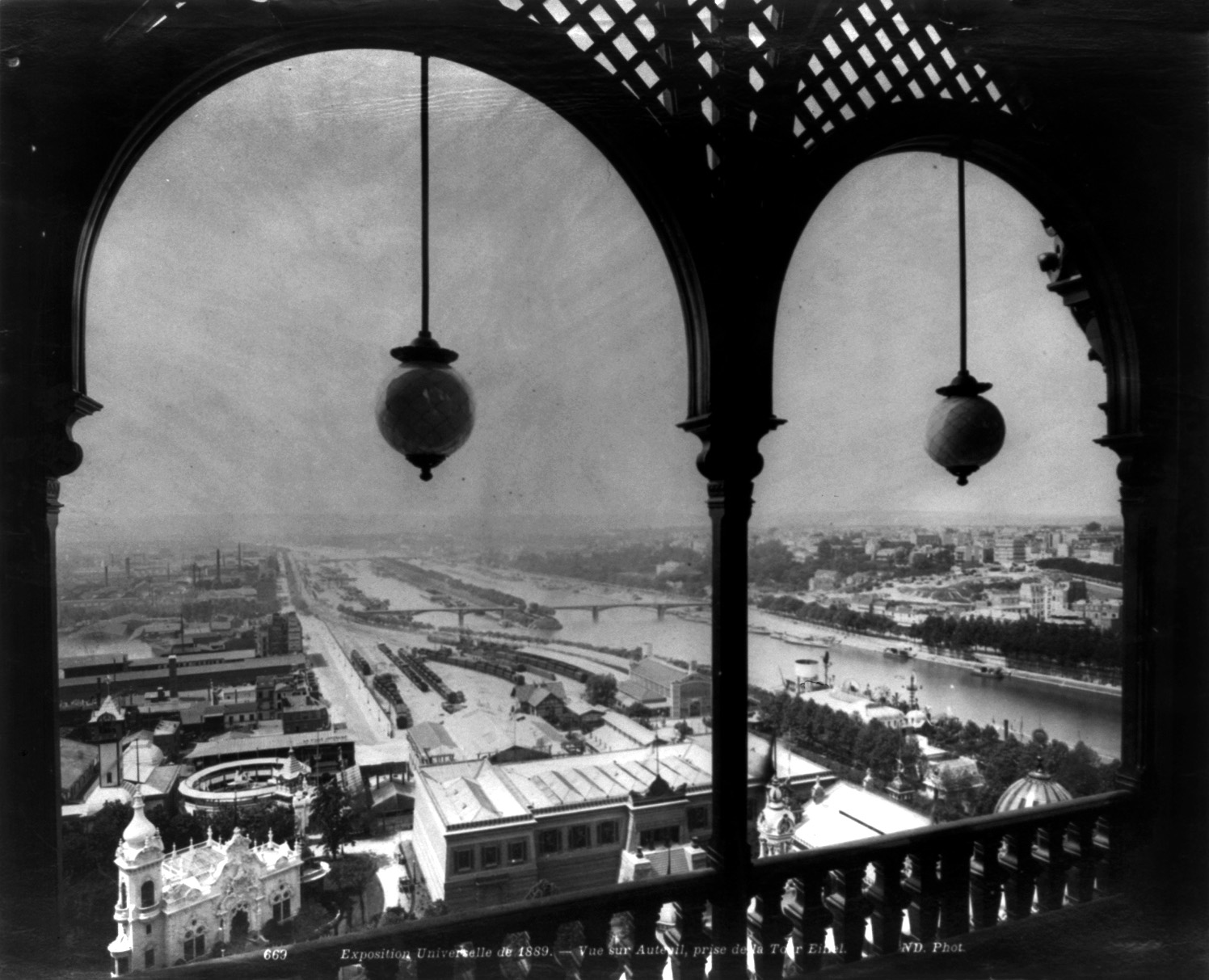
L'île aux Cygnes vue de la tour Eiffel lors de l'exposition universelle de 1889.

Au début du XIXe siècle, la Seine n’est navigable, à cet endroit, que le long de sa rive gauche. Le fort courant entraîne, chaque année, l’arrachement de parcelles de la plaine de Grenelle. Le côté de sa rive droite ne bénéficie pas du courant et se transforme en mare, infecte pendant l’été. Le préfet de la Seine demande aux initiateurs du projet d’établissements de la gare fluviale et du port de Grenelle, le creusement du lit du fleuve sur la rive droite, rendant cette partie navigable en toutes saisons. Une digue devra être construite pour séparer les deux voies navigables. Une estacade est prévue pour relier la digue au quai d’Orsay.
Créée en 1825, consolidée en maçonnerie en 1827,,, l'île était initialement une digue constituant l'un des éléments du port fluvial de Grenelle lorsque celui-ci fut complété par, outre la digue, une gare fluviale (dépôt pour les marchandises) et le pont de Grenelle, dans le cadre du projet d'aménagement urbain de la plaine de Grenelle (1824-1829) des entrepreneurs et conseillers municipaux de Vaugirard Léonard Violet et Alphonse Letellier.
Des arbres furent plantés sur l'île en 1830 par la Société concessionnaire du pont, du port et de la gare de Grenelle.
Après s'être affaissé en 1873, le pont de Grenelle fut reconstruit en 1874. C'est sur le terre-plein constituant la pointe de l'île au niveau de ce pont que la statue de la Liberté fut édifiée en 1889.
En 1900, le pont Rouelle fut construit et l'île fut légèrement abaissée en son endroit, l'allée des Cygnes passant sous le pont. Puis, entre 1903 et 1905, c'est au tour du viaduc de Passy, aujourd'hui nommé pont de Bir-Hakeim, d'être bâti, à la pointe amont de l'île.
Cette même année, lors de l'Exposition universelle et des Jeux olympiques, l'épreuve de pêche à la ligne se déroula sur l'île (mais cette épreuve, comme d'autres disciplines inscrites aux concours d'exercices physiques et de sports de l'Exposition universelle, n'est pas considérée par le CIO comme un concours olympique).
En 1932, l'architecte André Lurçat propose de couvrir l'île par une piste d'atterrissage du nom d'« Aéroparis », projet que l'historien Jean-Louis Cohen décrit comme « un véritable porte-avions ». Le tarmac aurait dépassé par le dessus le viaduc de Passy côté nord, alors qu'aurait été aménagés sous la piste, au niveau de l'actuelle promenade, les services passagers, des garages et des monte-charge latéraux. D'imposants projecteurs auraient aussi été installés afin de guider les avions la nuit. Auteur de Paris des utopies, le journaliste Yvan Christ raconte que le projet échoua non pas par crainte de nuisances sonores et visuelles mais parce que des bougnats se sont mobilisés pour empêcher la destruction des arbres qui parsèment l'île.

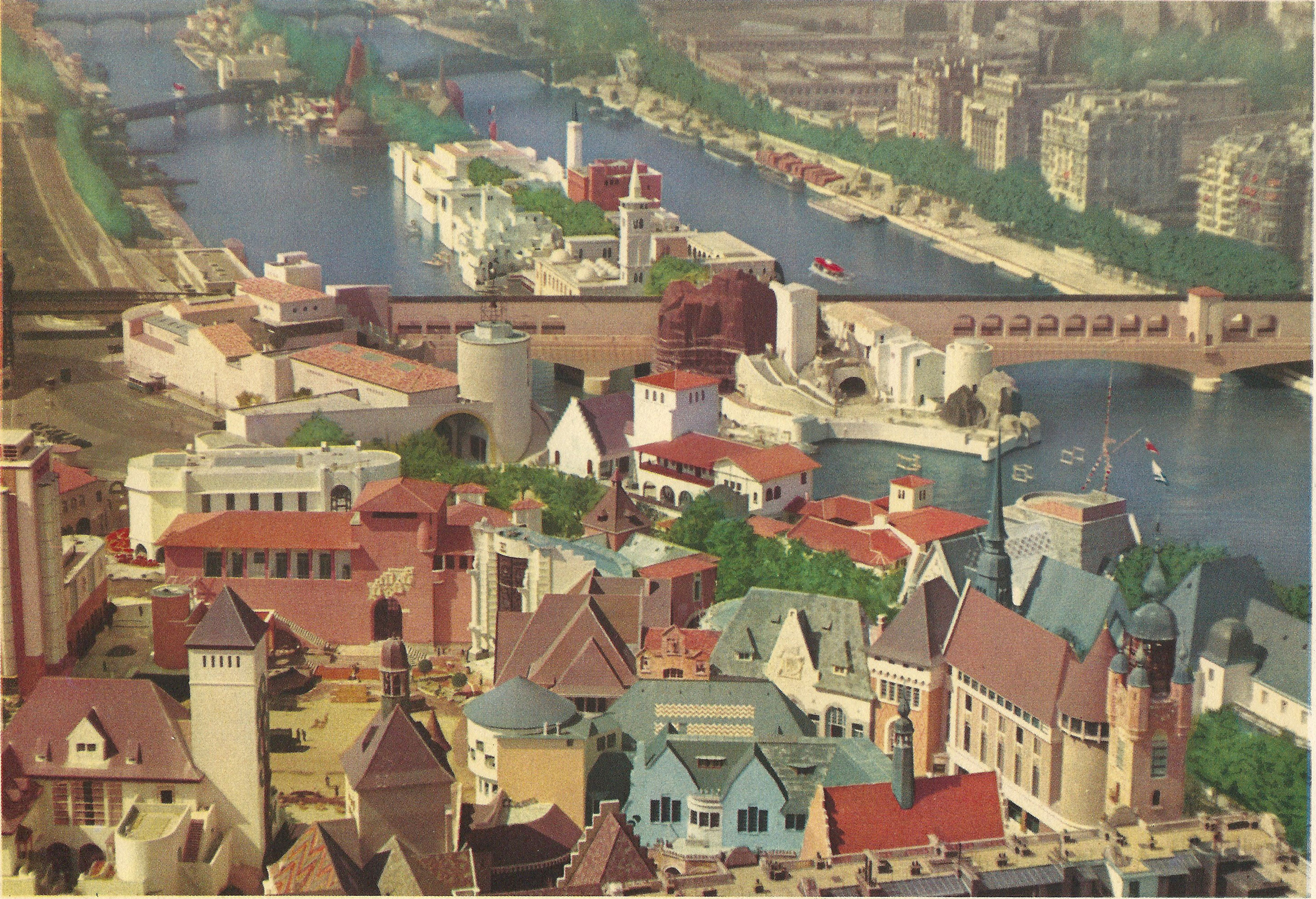
L'île aux Cygnes en 1937.

De grands aménagements furent effectués à l'occasion de l'Exposition internationale de 1937 à Paris : outre l'orientation de la statue de la Liberté qui est alors changée (voir le paragraphe relatif à cette statue), la surface de l'île est temporairement portée de 8 000 m2 à 32 000 m2 grâce à des pilotis afin d'accueillir le « centre des colonies » françaises.
En 1968, le pont de Grenelle fut reconstruit et en même temps la plate-forme de la pointe sud-ouest de l'île fut abaissée et agrandie.
L'île fut appelée de diverses manières : digue de Grenelle, île de Grenelle, île de Passy, allée aux Cygnes ou encore île des Cygnes.

## Configuration

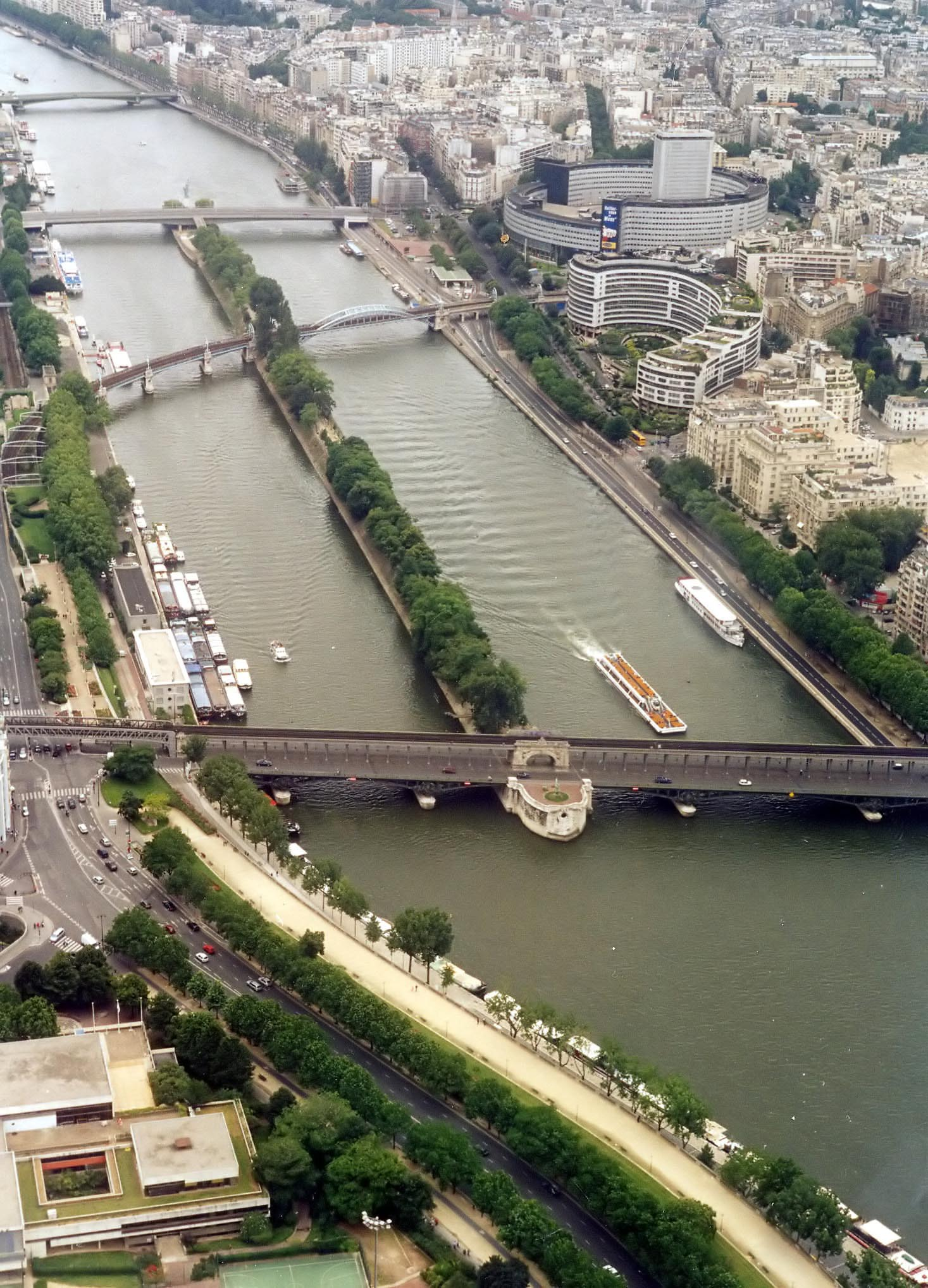
L'île aux Cygnes vue de la tour Eiffel.

### La promenade
L'île accueille depuis 1878, sur toute sa longueur, une promenade publique nommée l'allée des Cygnes, large de 11 mètres, bordée de chaque côté par une rangée d'arbres (pour un total de 322, de 61 espèces différentes, en 2004) et par une série de bancs.

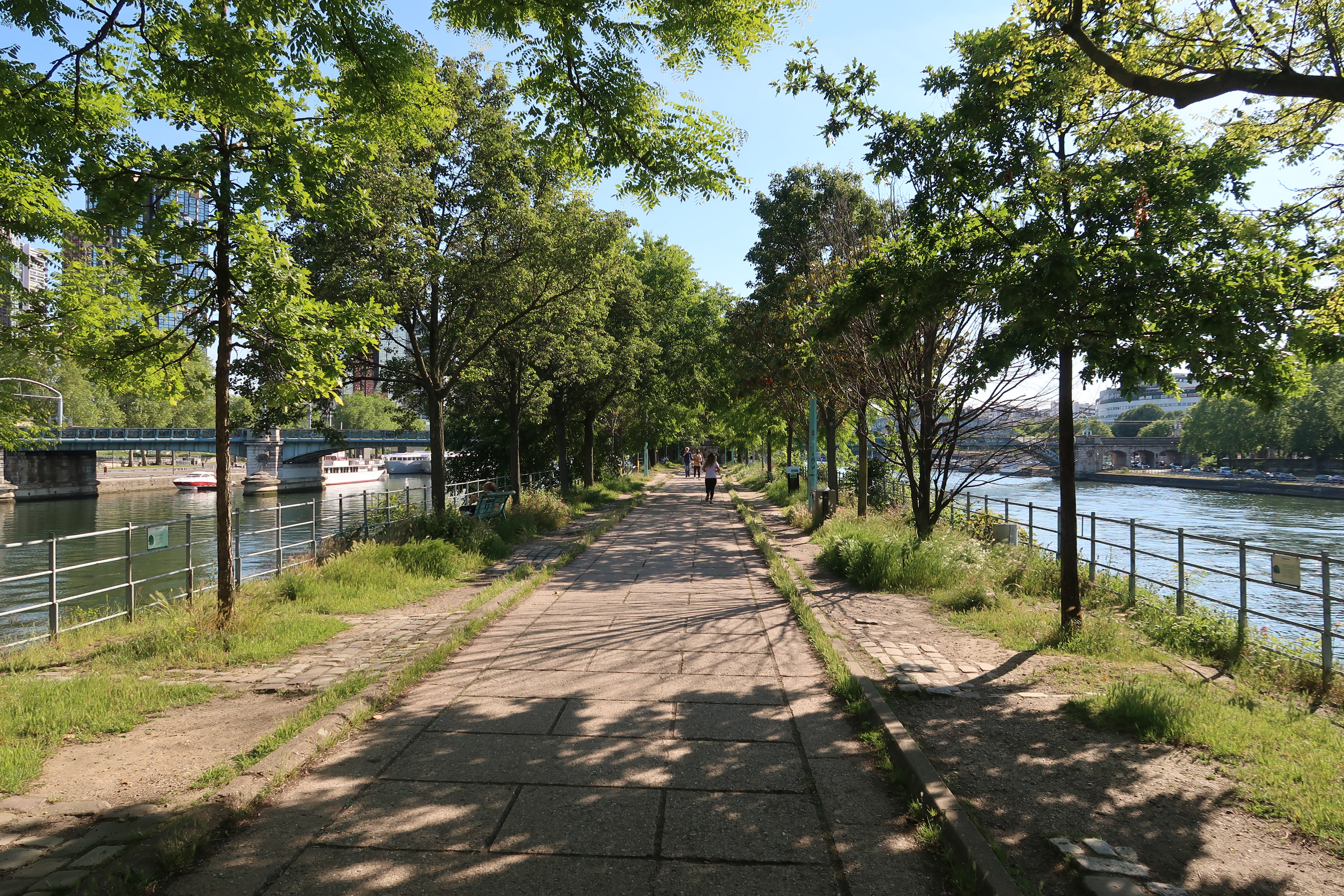
Promenade au printemps.
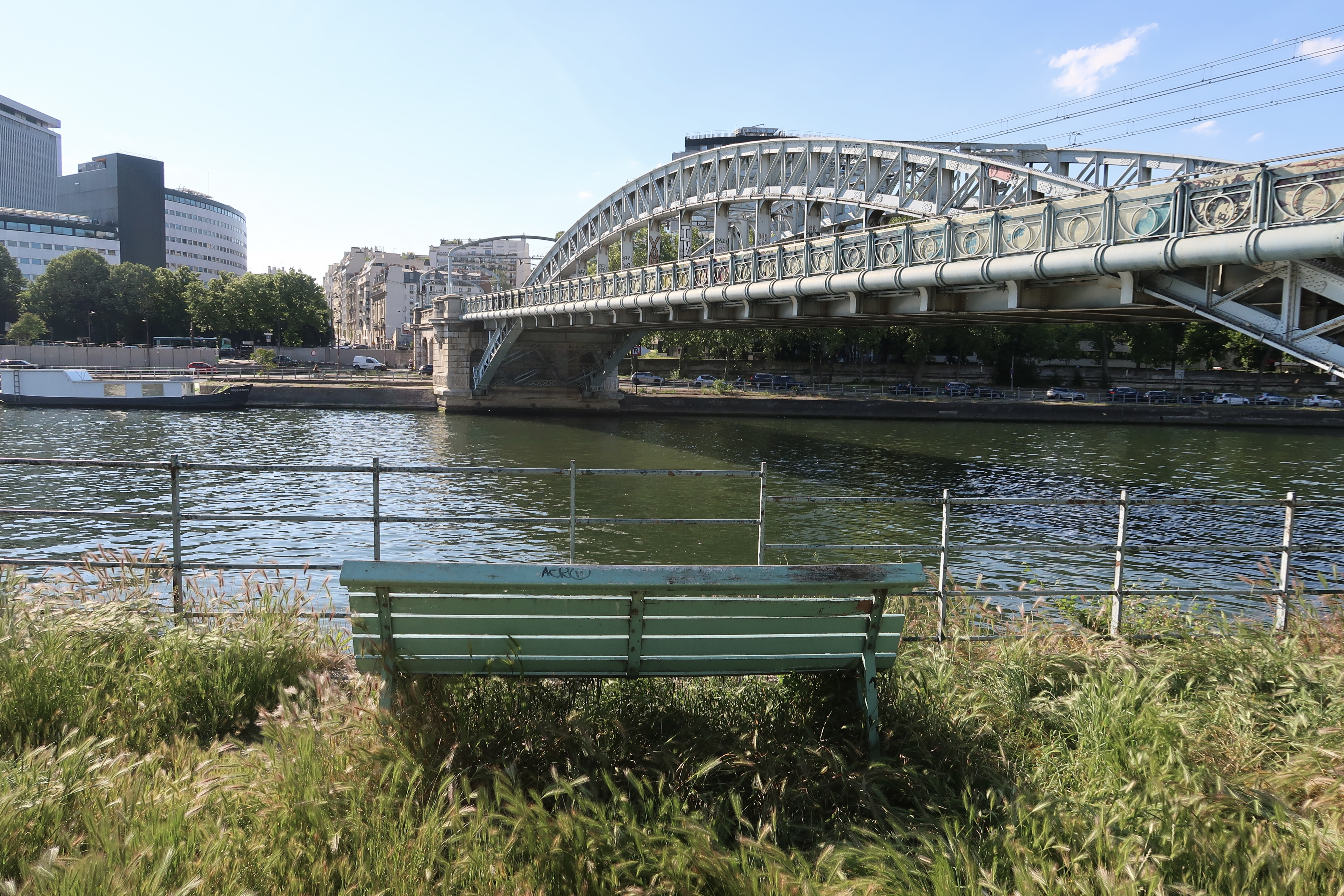
Banc et pont Rouelle.
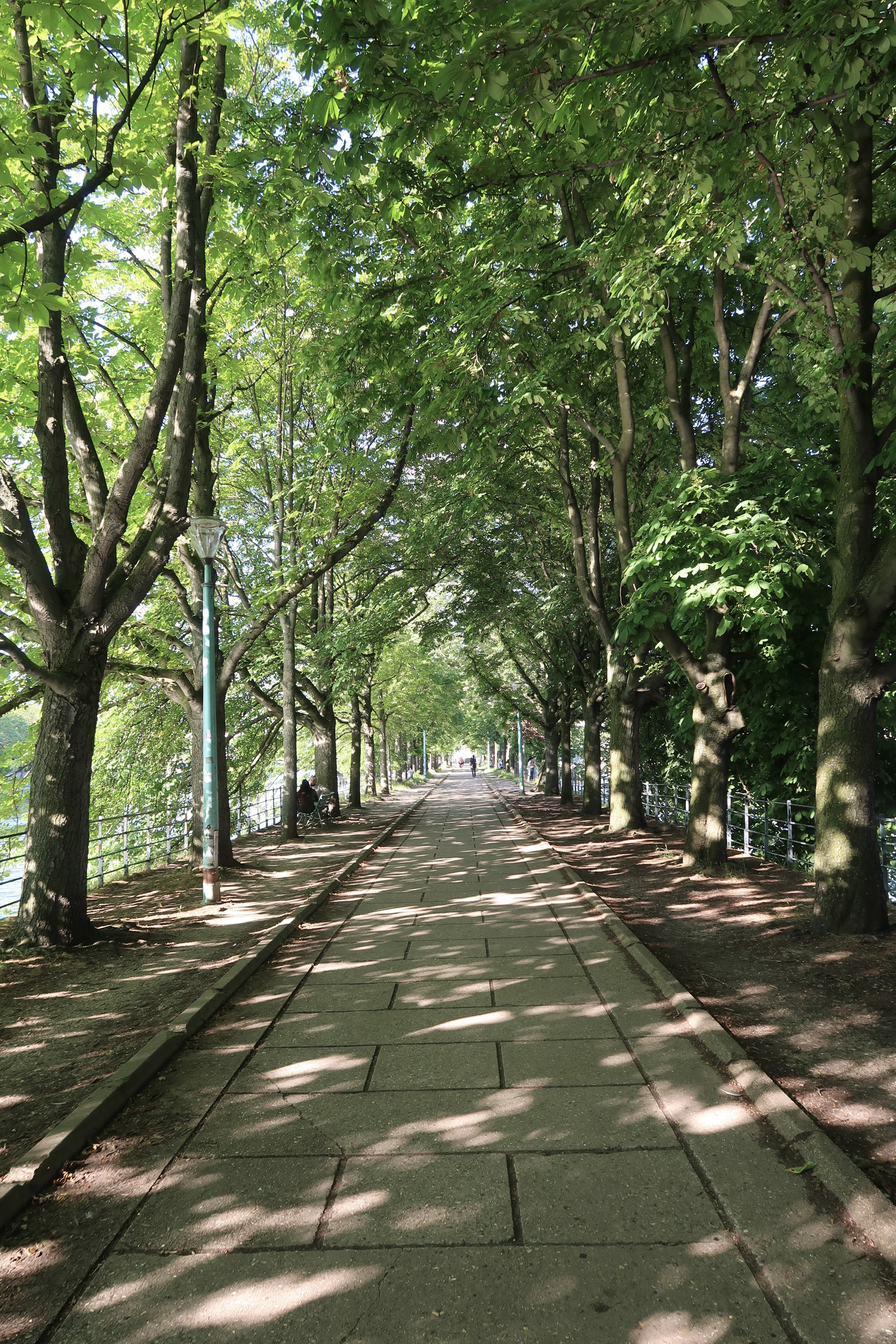
Frondaison.
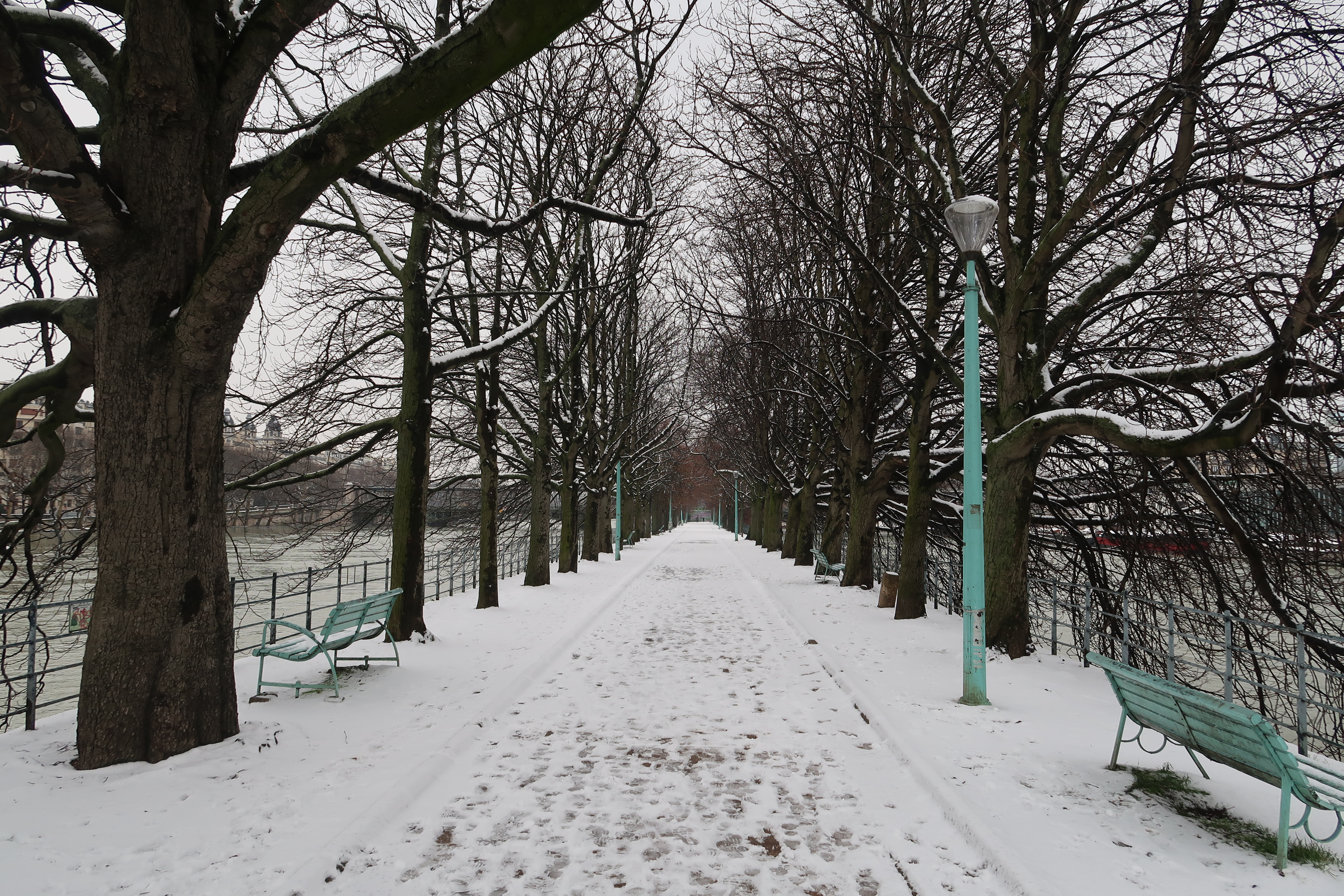
Promenade sous la neige (2018).

### Les ponts
Elle sert de point d'appui à trois ponts. De l'amont à l'aval :

#### Pont de Bir-Hakeim
Le pont de Bir-Hakeim (anciennement viaduc de Passy) coupe l'île à son extrémité amont (nord-est), depuis laquelle il est accessible par un escalier. Il est constitué de deux étages, dont l'inférieur est routier, et le supérieur est un viaduc supportant la ligne 6 du métro.
Ce viaduc repose sur une arche en pierre ornée de chaque côté de sculptures en bas-relief représentant des allégories :
- côté aval, l'Électricité et le Commerce, de Jean-Antoine Injalbert
- côté amont, la Science et le Travail, de Jules Coutan

Il isole la pointe amont de l'île pour former une placette (le belvédère Susan-Travers), sur laquelle est implantée une statue allégorique équestre : La France renaissante, sculptée par Holger Wederkinch, et d'où la vue sur la tour Eiffel est particulièrement bonne.

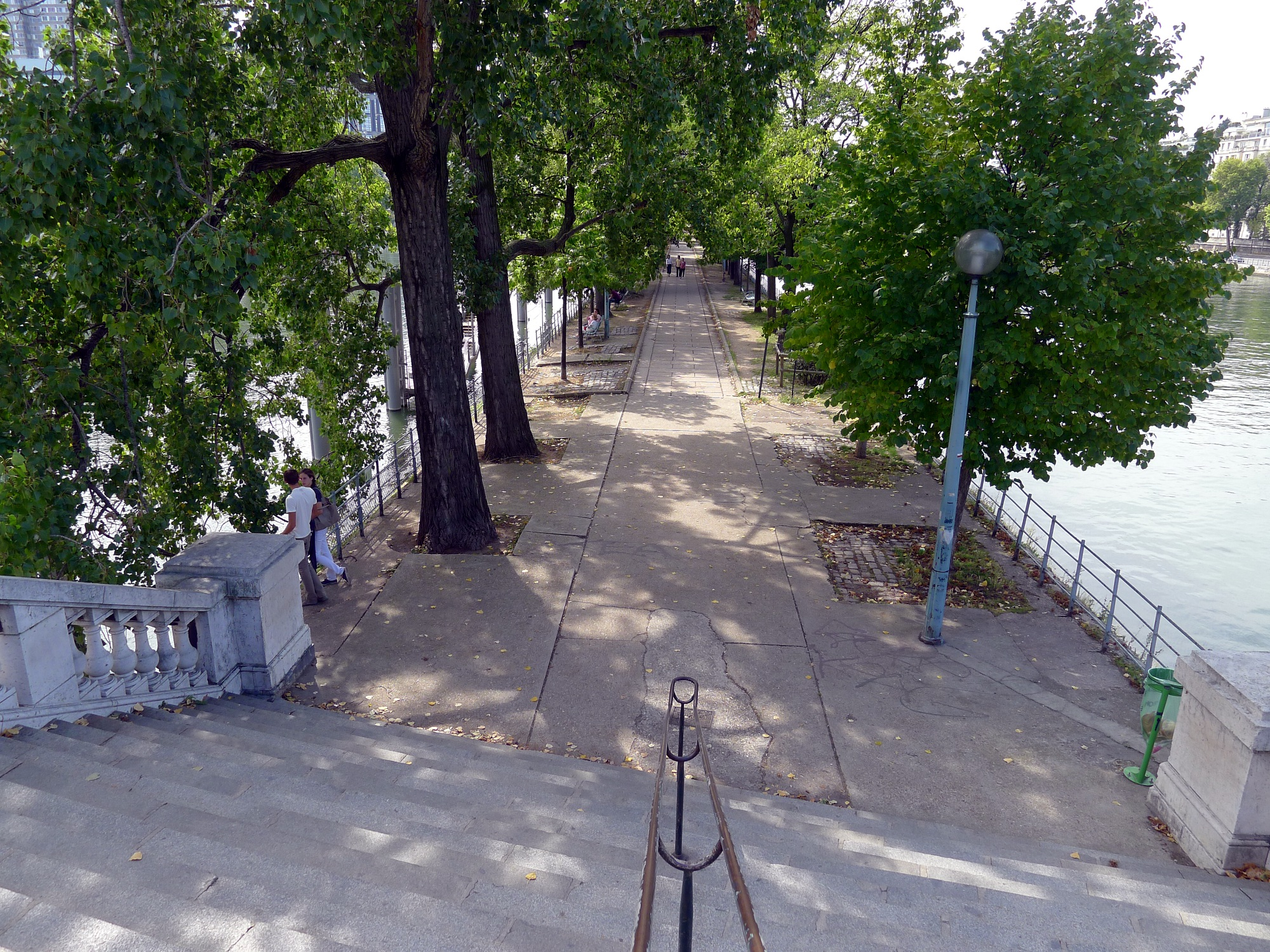
Accès à l'île aux Cygnes par le pont de Bir-Hakeim.
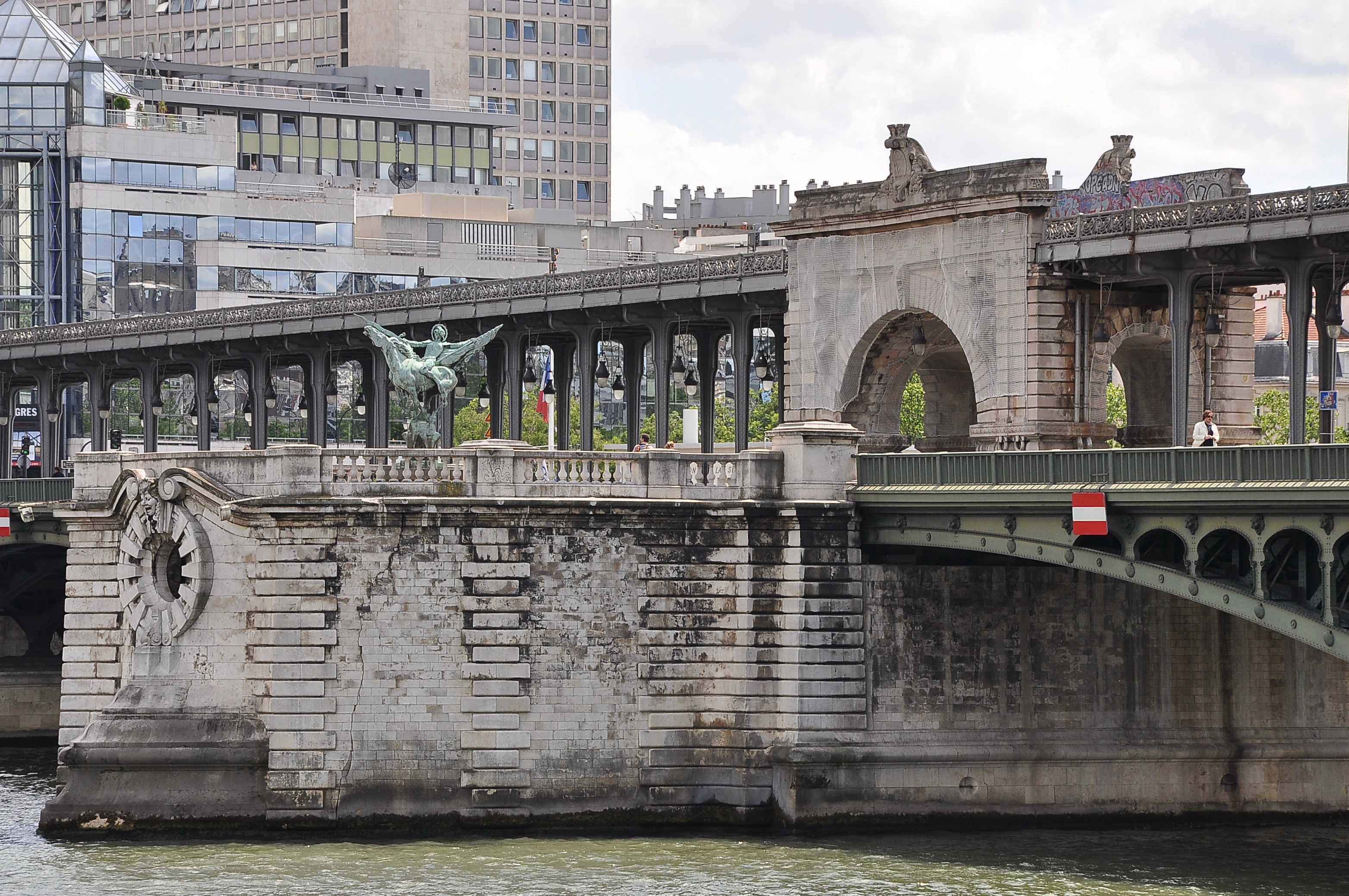
La France renaissante à la pointe amont de l'île.

#### Pont Rouelle
Le pont Rouelle ou pont SNCF-Passy-Grenelle, ferroviaire, est tracé en courbe et traverse l'île en son centre, de biais. Supportant la ligne C du RER, c'est un ouvrage de pierre et arches métalliques. Construit pour l'Exposition universelle de 1900, il a été désaffecté en 1937 et remis en service en 1988 à l'occasion de l'ouverture de la branche nord de la ligne C.
Sa structure présente sur l'île une petite arche permettant le passage des piétons.

#### Pont de Grenelle
Le pont de Grenelle, routier, coupe l'île à son extrémité aval (sud-ouest), depuis laquelle il est accessible par une passerelle de 34,5 m de long.
Il isole la pointe aval, sur laquelle est implantée une réplique de la statue de la Liberté de New York.

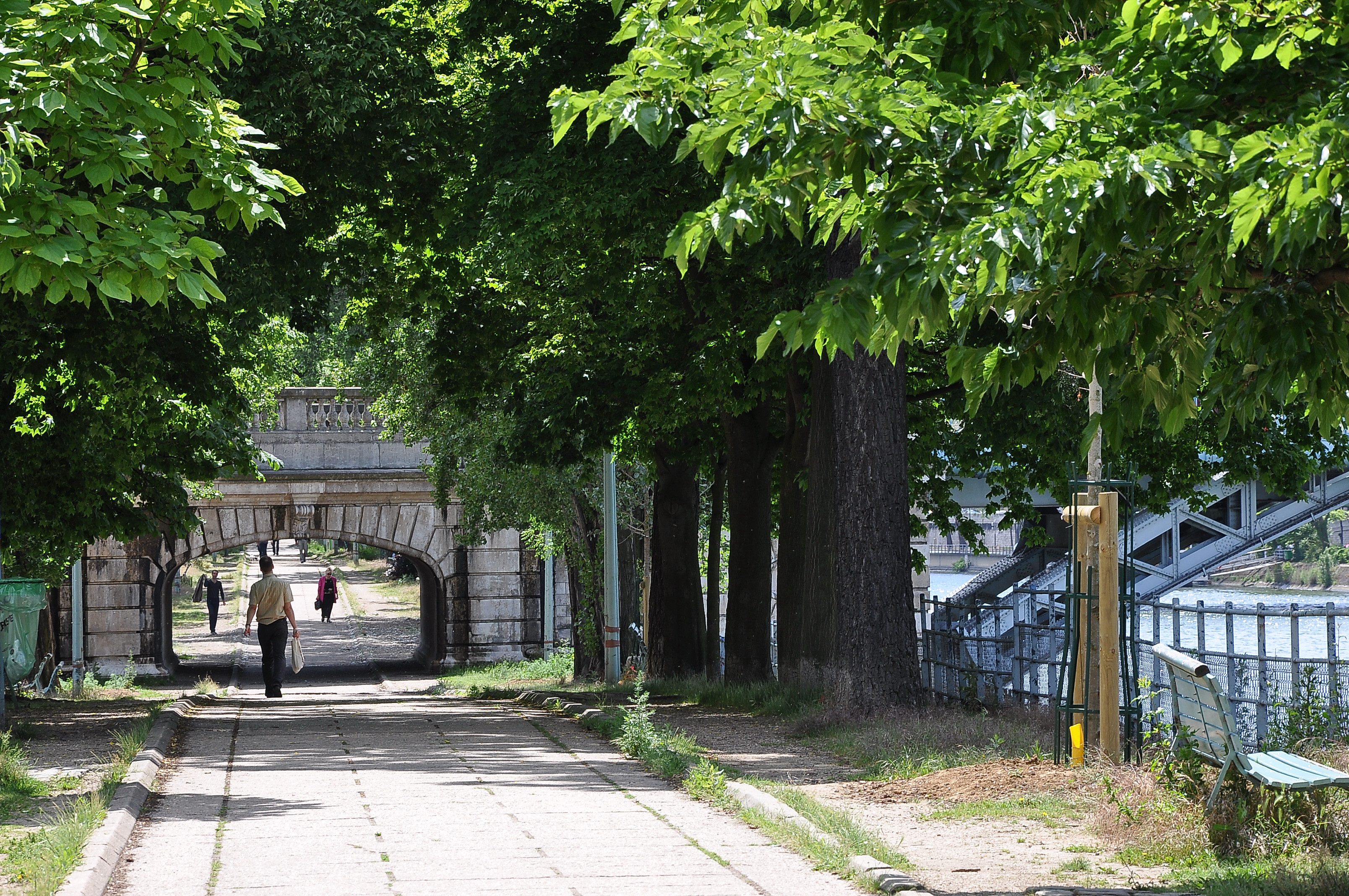
Allée des Cygnes.
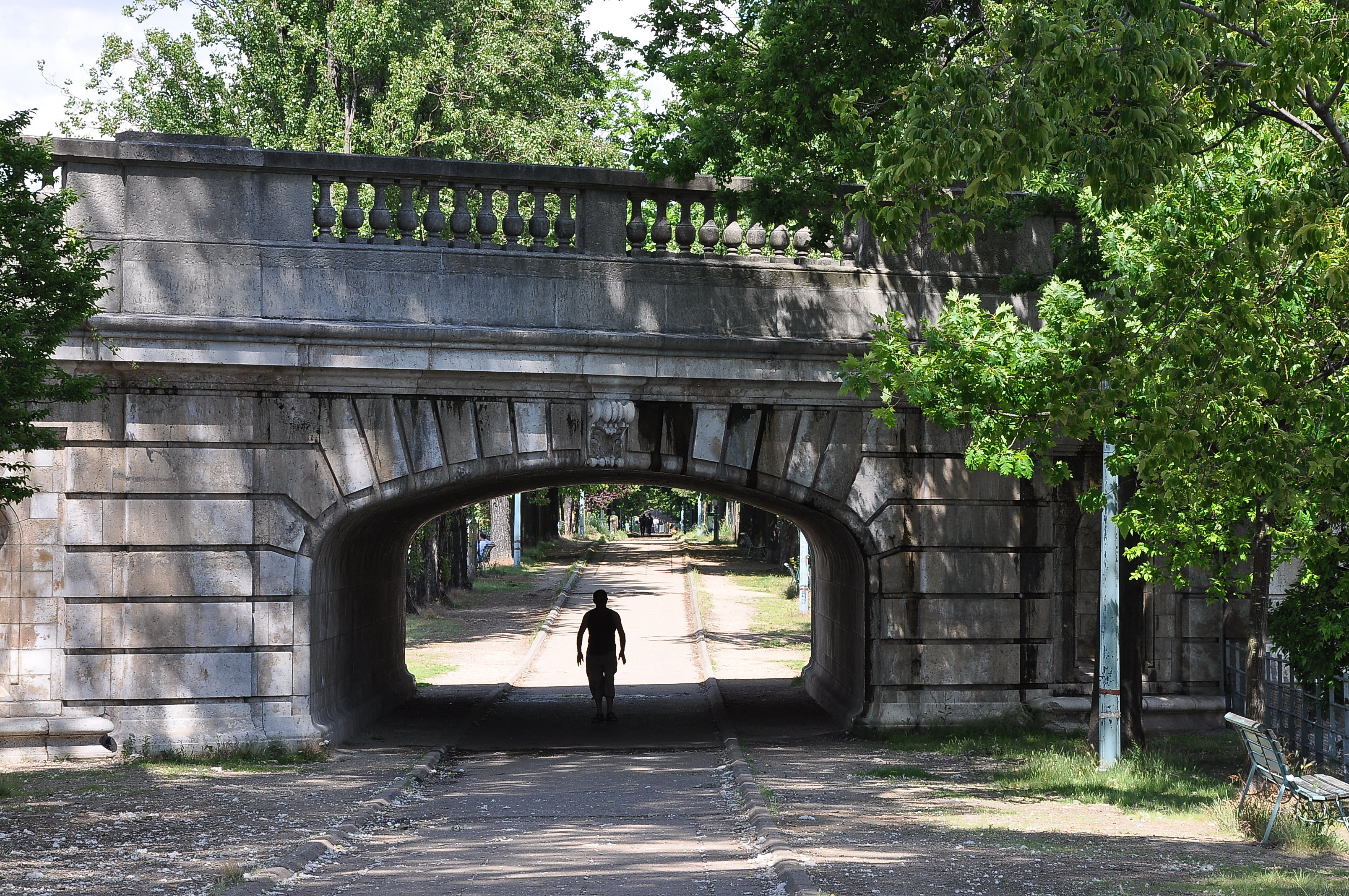
Le franchissement de l'île par le pont Rouelle.
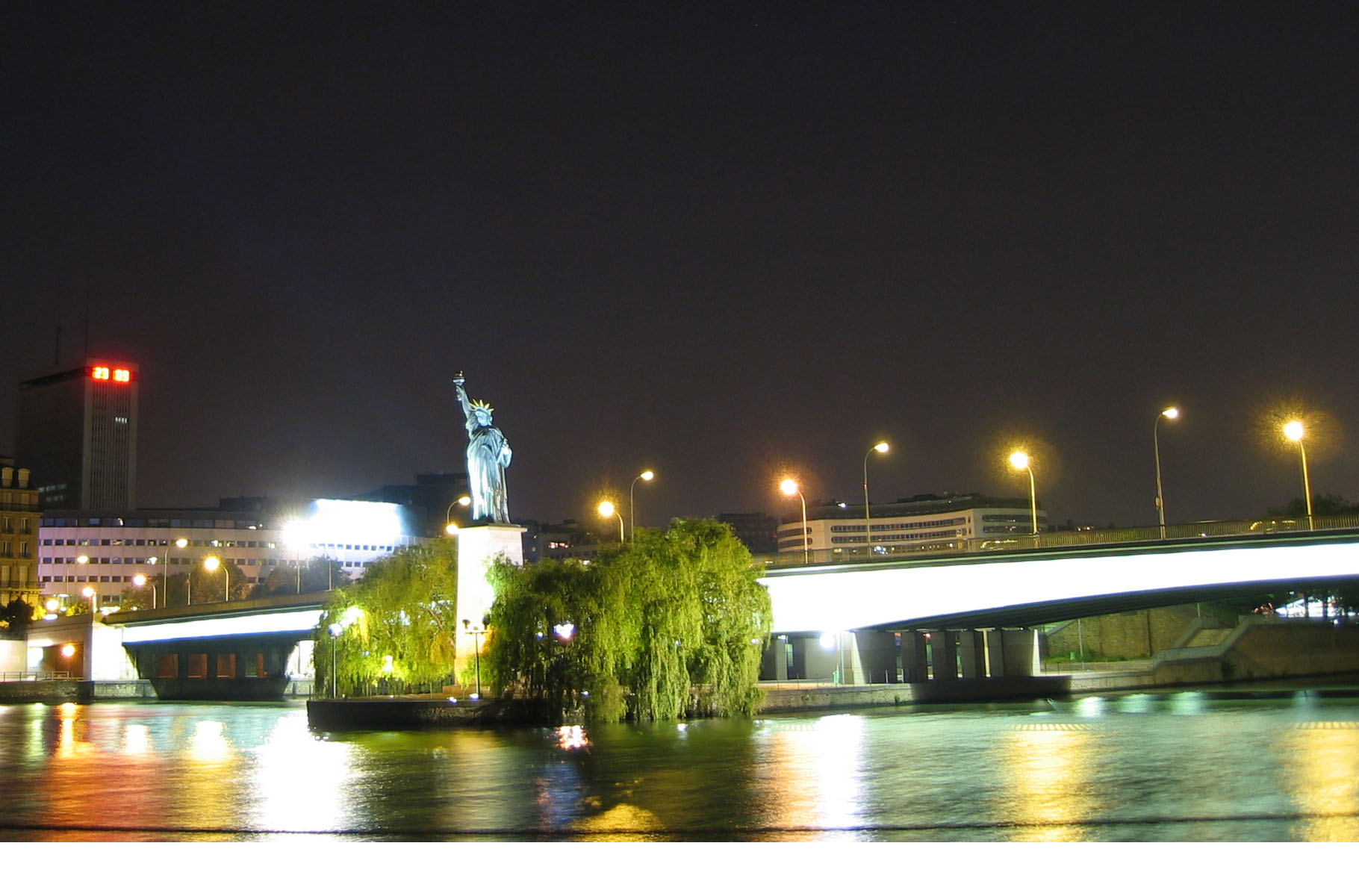
Le pont de Grenelle en appui sur la pointe aval de l'île aux Cygnes.

### Aménagements de la plate-forme aval
L'extrémité aval de l'île fut réaménagée en 2012 pour accueillir divers équipements sportifs dont un mur d'escalade,.

### Réplique de la statue de la Liberté

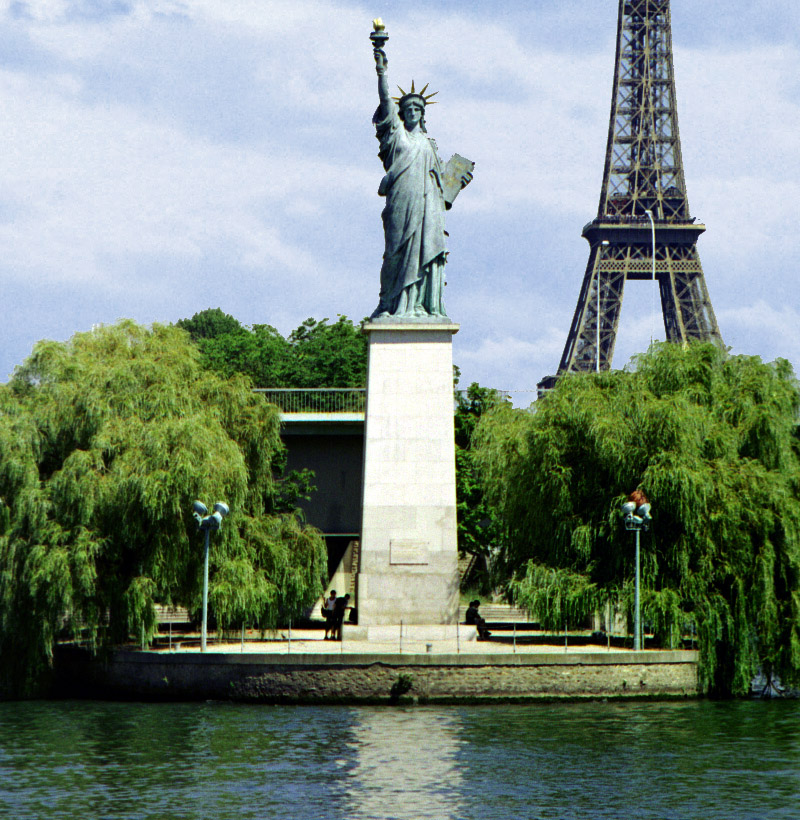
Réplique de la statue de la Liberté.

À sa pointe aval, l'île accueille depuis 1889, trois ans après l'installation de la statue de la Liberté à New York (28 octobre 1886), une réplique de celle-ci, offerte à la France par les citoyens français établis aux États-Unis. Il s'agit de la version en bronze d'un modèle d'étude en plâtre réalisé par Bartholdi pour concevoir le monument. La fonte est réalisée par la fonderie Thiébaut Frères,,. Dès 1884, le Comité des Américains de Paris avait lancé une souscription, et le modèle original en plâtre fut inauguré en mai 1885 place des États-Unis. La statue en bronze, achevée deux ans plus tard, fut transportée sur l'île en juin 1889, à l'occasion du centenaire de la Révolution et dans le cadre de l'Exposition universelle de 1889. Elle a été inaugurée par le président Sadi Carnot le 4 juillet.
Installée à l'époque de manière à faire face à la tour Eiffel, elle tournait le dos aux États-Unis, afin de ne pas tourner le dos à l'Élysée ; Bartholdi le déplorait. Elle fut finalement retournée vers l'aval du fleuve lors de l'Exposition universelle de 1937, dont l'île accueillait le Centre des colonies.
Son socle porte une plaque commémorative et le livret qu'elle tient dans la main gauche porte l'inscription « IV Juillet 1776 = XIV Juillet 1789 », dates respectives de commémoration des révolutions américaine et française.
D'une hauteur de 11,50 mètres, elle est bien plus petite que l'originale (46,50 m).
Du printemps 1998 au printemps 1999, à l'occasion de l'« Année de la France au Japon », la statue fut prêtée au Japon et installée à Odaiba dans la baie de Tokyo, avant de revenir sur son île parisienne.

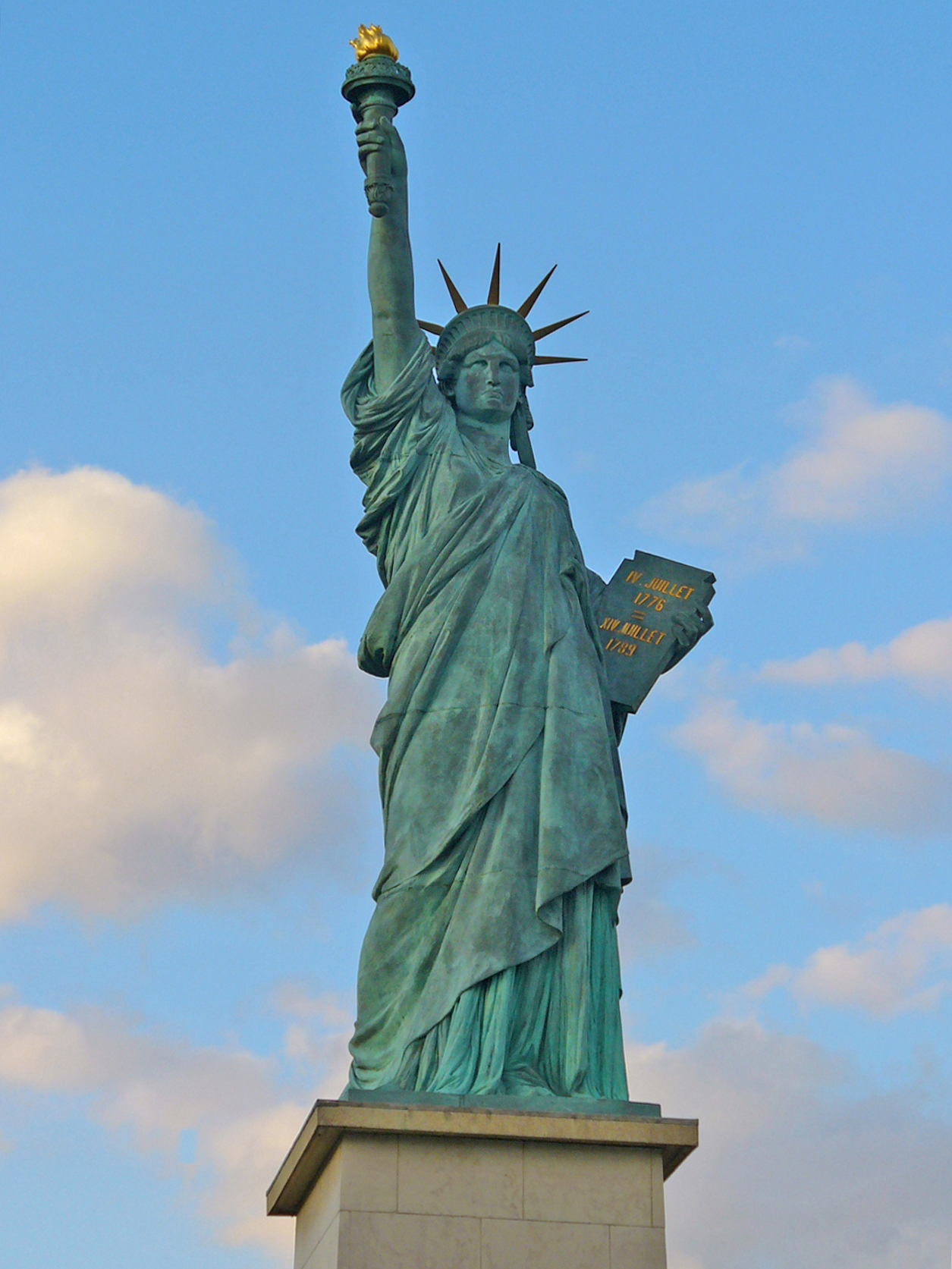
Vue en pied.
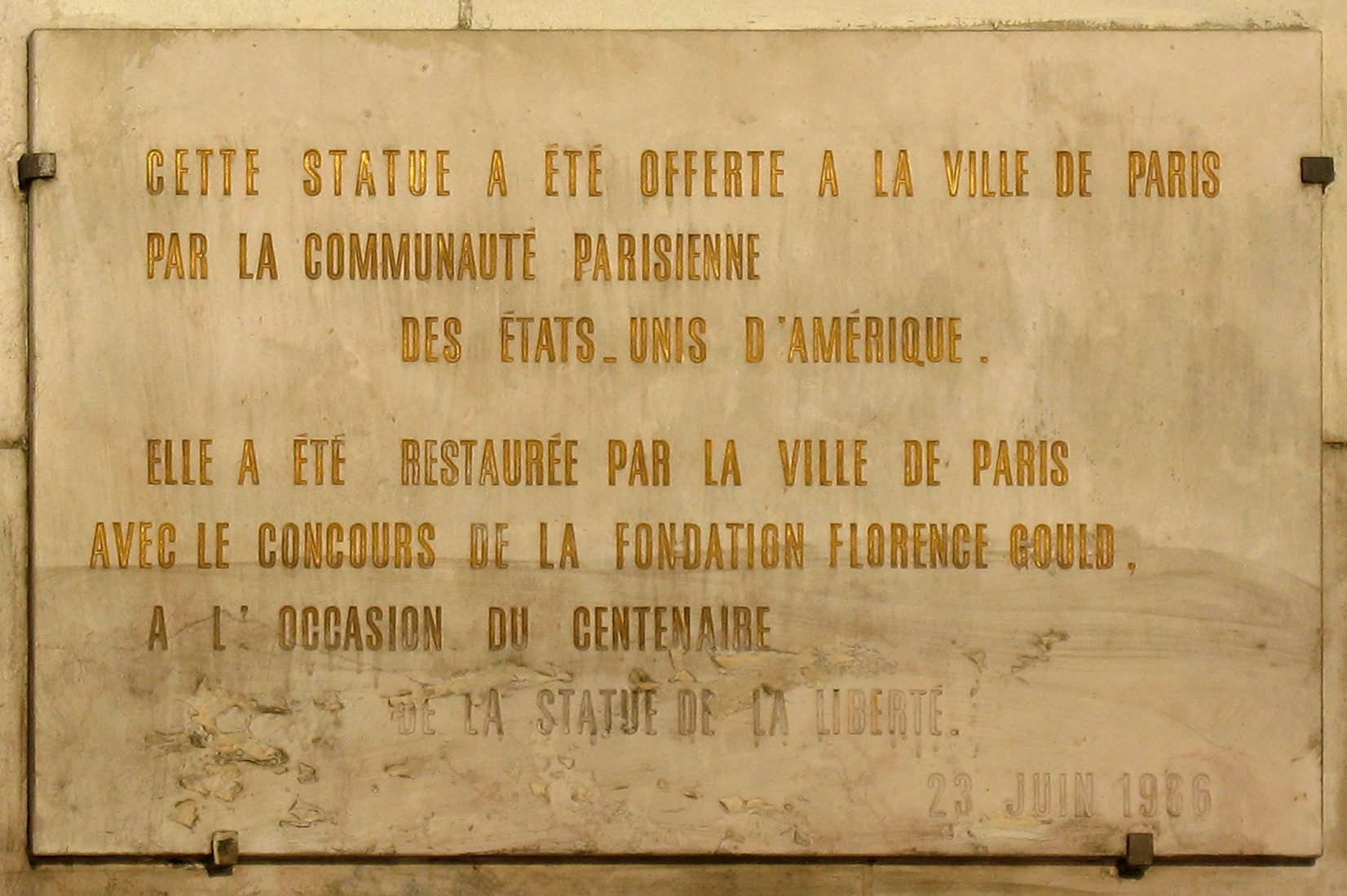
La plaque sur le piédestal.
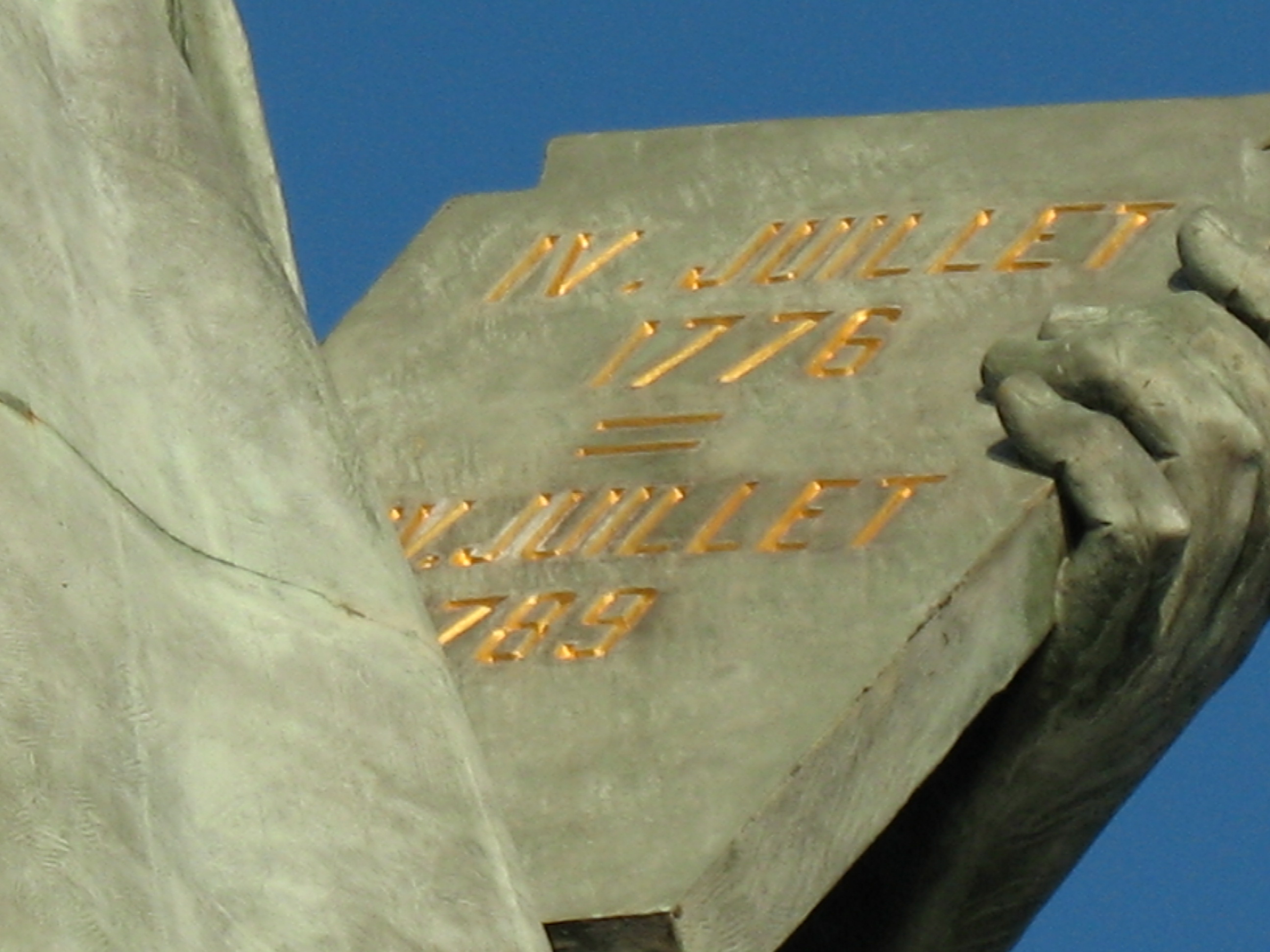
« IV Juillet 1776 = XIV Juillet 1789 ».

### Escale fluviale
L'île constitue une escale du port autonome de Paris avec un embarcadère et un poste d'amarrage.

## Dans la fiction
- Une scène du film Le Professionnel (1981) de Georges Lautner (lorsque Joss recrute des clochards) ainsi que l'une des dernières, autour de la statue de la Liberté, de Frantic (1988) de Roman Polanski s'y déroulent.

- L'île est l'un des lieux majeurs du film Paris pieds nus (2017) d’Abel et Gordon[27] : plus d'un tiers des scènes se déroulent directement sur l'île aux Cygnes ou avec vue depuis les rives sur ses éléments remarquables. Fiona, Martha et Dom sont les trois personnages centraux du film : Dom y réside, Martha s'y réfugie et Fiona ne cesse de s'y rendre.

- Dans le roman Demain les chats (2016) de Bernard Werber, l'île est utilisée par chats et humains comme refuge après que Paris a été envahi par des rats pestiférés.

## Transports
Le site est desservi par les stations de métro et RER suivantes :
- 10 : Charles Michels
- Ligne C du RER : Gare de l'avenue du Président-Kennedy
- 6 : Bir-Hakeim